# Спать с вампиром
«Спать с вампиром» — американский кинофильм.

## Сюжет
Одинокий вампир нашёл новую жертву, ей должна стать танцовщица из стриптиз-клуба. Вампиру кажется что она не хочет жить. Он приглашает её в гости и влюбляется в неё.

## Актёры
- Скотт Валентайн
- Чарли Спрэдлинг
- Ричард Зобел
- Ингрид Волд
- Стефани Харди